# فيغو برون
فيغو برون (بالنرويجية: Viggo Brun) هو عالِم رياضيات نرويجي. عمل أستاذاً في المعهد النرويجي للتكنولوجيا وجامعة أوسلو، وهو صاحب نظريات رياضية معروفة.